# Письменна Ольга Олександрівна
Письменна Ольга Олександрівна — професор, доцент, кандидат філологічних наук, професор кафедри іноземних мови за фахом Гуманітарного інституту Національного авіаційного університету.

## Біографія
Народилась 24 липня 1949 року у м. Києві (Україна).

В 1972 році закінчила Київський державний університет ім. Т.Шевченка за спеціальністю «Романо-германські мови та література».
У 1972-1980 рр. працювала у Київському державному педагогічному інституті іноземних мов:
- З 1972-1975 рр. — аспірант;
- З 1975-1980 рр. — викладач кафедри граматики та історії англійської мови;

З 1980 р. працює в Київському інституті інженерів цивільної авіації (з 2000 р. — Національний авіаційний університет):
- З 1980-2003 рр. — доцент кафедри іноземних мов;
- З 2003 р. професор кафедри іноземних мов за фахом.[1]

## Наукові досягнення
- Наукові дослідження пов'язані з вивченням структури, семантики, синтаксису, терміносистем англійської мови, методикою викладання іноземних мов.
- У 1975 р. захистила дисертацію «Бездієслівні речення в англійській мові» на здобуття наукового ступеня кандидата філологічних наук за спеціальністю «Германські мови».

## Почесні звання та нагороди
- 1982 р., Медаль «У пам'ять 1500-річчя Києва»;
- 2009 р., почесний знак «Ветеран Національного авіаційного університету»;
- 2012 р., нагрудний знак Національного авіаційного університету «За сумлінну працю».

## Наукова робота
Письменна О. О. — 230 друкованих праць(публікацій) — наукових, науково-методичних, навчальних посібників.

Основні з них:

1.Акмалдінова О. М., Письменна О. О. Air Transportation: Organization and Market. — Вид. 2-е. Навчальний посібник. — К.: НАУ, 2000. −160с.

2. Акмалдінова О. М., Письменна О. О. Economics & Management: Reader. Навчальний посібник. — К.: НАУ, 2002. — 176с.

3. Письменна О. О. Окна в англоязычный мир. История, география социальные аспекты, языковая ситуация. — М.: «Славянский Дом», К.: «Логос», 2004. — 544с.

4. Письменна О. О. Английский для офиса. — М.: «Славянский Дом», К.: «Логос», 2004. — 224с.

5. Английский для международного туризма. Учебник. / English for International Tourism. — М.: «АЙРИС ПРЕСС», «Славянский дом книги», «ИП ЛОГОС», 2005. — 378с.

6. Письменна О. О. Commercial Aviation. Digest. Навчальний посібник. К.: ЛВК, 2007. −222с.

7. Письменна О. О. Експрес-довідник з граматики англійської мови. — Тернопіль: Навчальна книга — Богдан. −2011, −128с.

8.Т. В. Дудар, Письменна О. О., В. П. Заскалета. Словник з екологічної безпеки (рекомендовано Міністерством освіти і науки України). К.: Вид-во Національного авіаційного університету «НАУ-друк». — 2011. — 240с.

9. Письменна О. О. Everyday Psychology. Digest. Навчальний посібник. -Тернопіль: Навчальна книга — Богдан, 2012. — 272с.

10. Письменна О. О. Comprehensive Guided Reading. For Economists, Managers, Financiers, Translators. Навчальний посібник. — Тернопіль: Навчальна книга — Богдан, 2012. — 368с.

11. Письменна О. О. Т. В. Дудар. Тематичний екологічний словник. — Тернопіль: Навчальна книга — Богдан, 2012. — 416с.